# Ammoniumjärn(II)sulfat
Ammoniumjärnsulfat eller Mohrs salt, är ett dubbelsalt av järnsulfat och ammoniumsulfat med formeln (NH4)2Fe(SO4)2(H2O)6. Det är ett vanligt laboratoriereagens eftersom det lätt kristalliseras och kristaller motstår oxidation med luft. Liksom de andra järnsulfatsalterna löses järnammoniumsulfat upp i vatten för att ge aquo-komplexet [Fe (H2O)6] 2+, som har oktaedrisk molekylär geometri. Dess mineralform är mohrit.
Mohrs salt är uppkallat efter den tyska kemisten Karl Friedrich Mohr, som gjorde många viktiga framsteg med titreringsmetoden på 1800-talet.

## Egenskaper
Ammoniumjonerna kan frigöra protoner vilket gör lösningen aningen sur, vilket i sin tur motverkar Fe2+ att oxideras till Fe3+.
{\displaystyle {\rm {4\ Fe^{2+}+O_{2}+4\ H_{2}O\leftrightharpoons 2\ Fe_{2}O_{3}+8\ H^{+}}}}

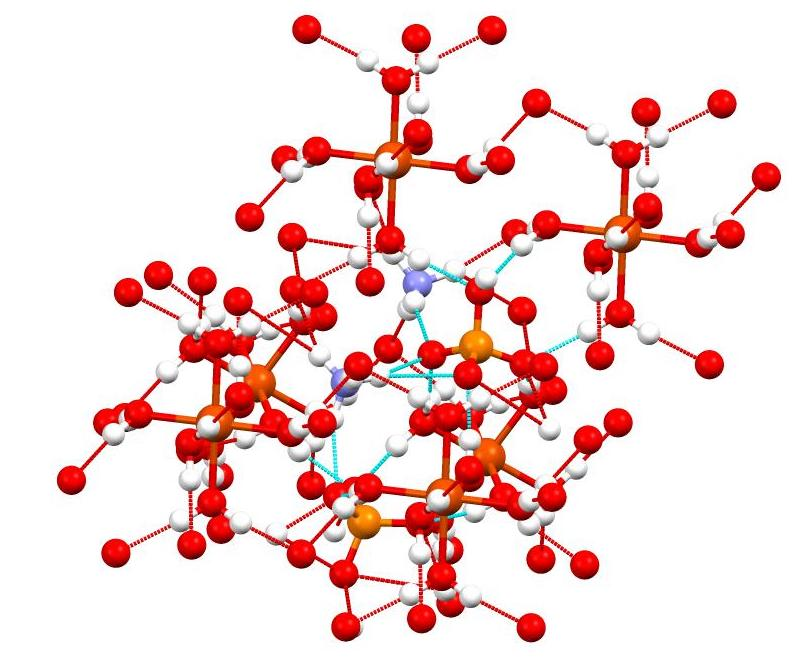
Struktur av järnammoniumsulfat med vätebindningsnätverk markerat (N är violett, O är rött;, S är orange, Fe = stor röd).

Förening ingår i en grupp dubbelsulfater som kallas Schönites eller Tuttons salter. Tuttons salter bildar monokliniska kristaller och har formel M2N(SO4)2.6H2O (M = olika monokationer). När det gäller bindningen består kristaller av oktaedra [Fe(H2O)6]2+-centra, som är vätebundna till sulfat och ammonium.

## Användning
I analytisk kemi är detta salt den föredragna källan till järnjoner eftersom det fasta ämnet har en lång hållbarhet och är resistent mot oxidation. Denna stabilitet sträcker sig något till lösningar som återspeglar effekten av pH på järn/ järnhands redoxparet. Denna oxidation sker lättare vid högt pH. Ammoniumjonerna gör lösningar av Mohrs salt något sura, vilket saktar ner denna oxidationsprocess. Svavelsyra tillsätts vanligtvis till lösningar för att minska oxidationen till järn.
Den används även i Frickes dosimeter för att mäta höga doser gammastrålning.

## Framställning
Mohrs salt framställs genom att lösa upp en ekvimolär blandning av hydratiserat järnsulfat och ammoniumsulfat i vatten innehållande lite svavelsyra och sedan utsätta den resulterande lösningen för kristallisering. Järnammoniumsulfat bildar ljusgröna kristaller. Detta salt joniseras vid upphettning för att frige alla katjoner och anjoner som finns i det.

## Föroreningar
Vanliga föroreningar är magnesium, nickel, mangan, bly och zink, varav vissa bildar isomorfa salter.